# Santa Giusta (Italia)
Santa Giusta (Santa Justa in sardo) è un comune italiano di 4 597 abitanti della provincia di Oristano in Sardegna, nella regione del Campidano di Oristano.

## Storia

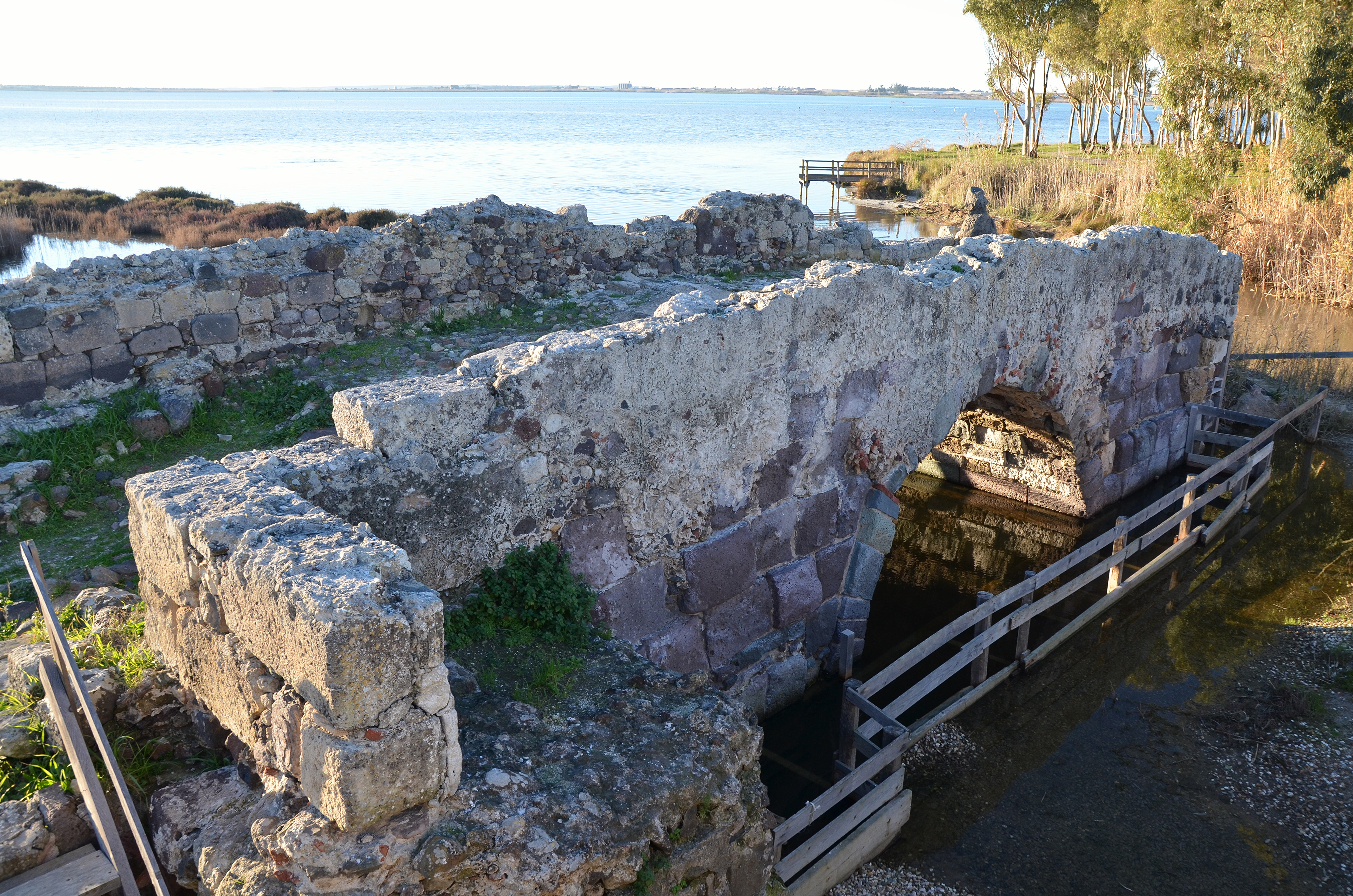
Rovine del ponte romano di Othoca

È stata fondata dai Fenici nell'VIII secolo a.C. col nome di Othoca, tuttavia non mancano testimonianze dell'età del bronzo con i vari nuraghi sparsi nel territorio. Passata ai Romani con tutta la Sardegna e la Corsica, divenne un centro di cristianità, e nell'anno 130, sotto l'impero di Adriano, vi furono martirizzate le sante Giusta, Giustina ed Enedina. A seguito della caduta dell'impero romano d'Occidente, Othoca venne progressivamente abbandonata; nel medioevo la popolazione si spostò nei pressi della chiesa romanica di Santa Giusta.
Il villaggio di Santa Giusta fece parte del giudicato di Arborea, nella curatoria del Campidano di Simaxis, e alla caduta del giudicato (1410) entrò a far parte del marchesato di Oristano fino a ad essere inglobato nel Regno di Sardegna aragonese a partire dal 1478, dopo la sconfitta dell'ultimo marchese Leonardo Alagon. Il paese poi si spopolò per le continue incursioni barbaresche, dovute alla vicinanza al mare, che portavano a frequenti assalti e saccheggi.
A partire dall'XI secolo fu sede di diocesi; il vescovo Ugo fu inviato nel 1164 a Pavia presso Federico Barbarossa dal giudice d'Arborea Barisone I per ottenere dall'imperatore l'investitura a Re di Sardegna. Nel 1226 vi si tenne un importante sinodo della Chiesa Sarda per l'applicazione delle riforme decretate dal Quarto concilio lateranense. La sede vescovile fu soppressa da papa Giulio II con la bolla Aequum reputamus del 1503, e confermata da un'altra bolla papale del 1515, che ne sancì l'unione con l'arcidiocesi di Oristano. La diocesi fu riistituita nel 1968 come sede vescovile titolare.
Nel 1637 a Santa Giusta furono sconfitti i francesi, che guidati dall'arcivescovo di Bordeaux, avevano occupato Oristano.
Nel 1767, in epoca sabauda, il paese fu annesso dal re Carlo Emanuele III al marchesato d'Arcais, feudo dei Nurra, ai quali fu riscattato nel 1839 con la soppressione del sistema feudale.

### Simboli
Lo stemma e il gonfalone del Comune di Santa Giusta sono stati concessi con decreto del presidente della Repubblica del 15 novembre 2006.
Il gonfalone è un drappo di giallo con la bordatura di verde.

## Monumenti e luoghi d'interesse

### Architetture religiose

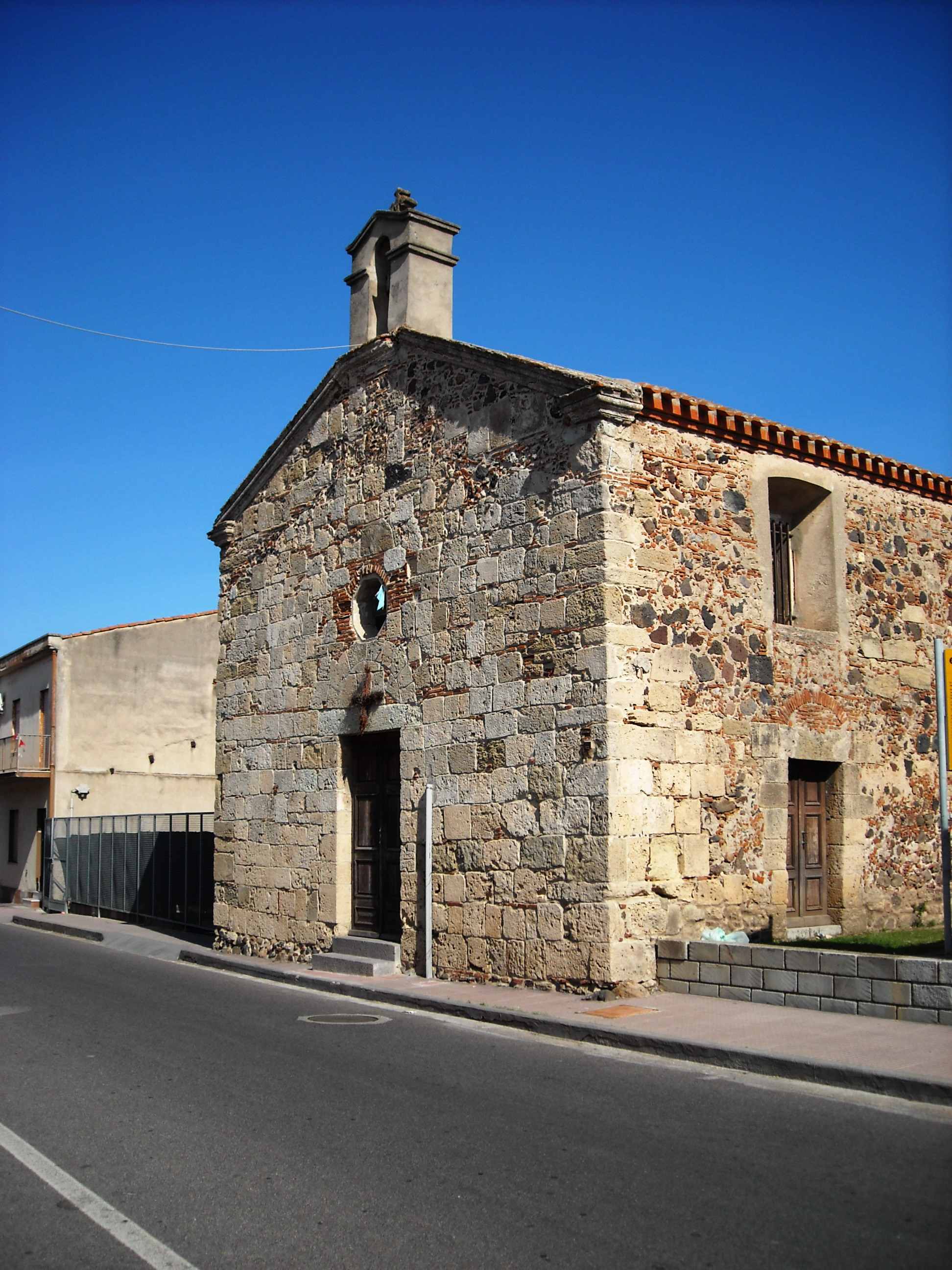
Santa Severa

- Basilica di Santa Giusta
- Chiesa di Santa Severa

### Architetture civili
- Ponte romano

### Luoghi di interesse naturalistico

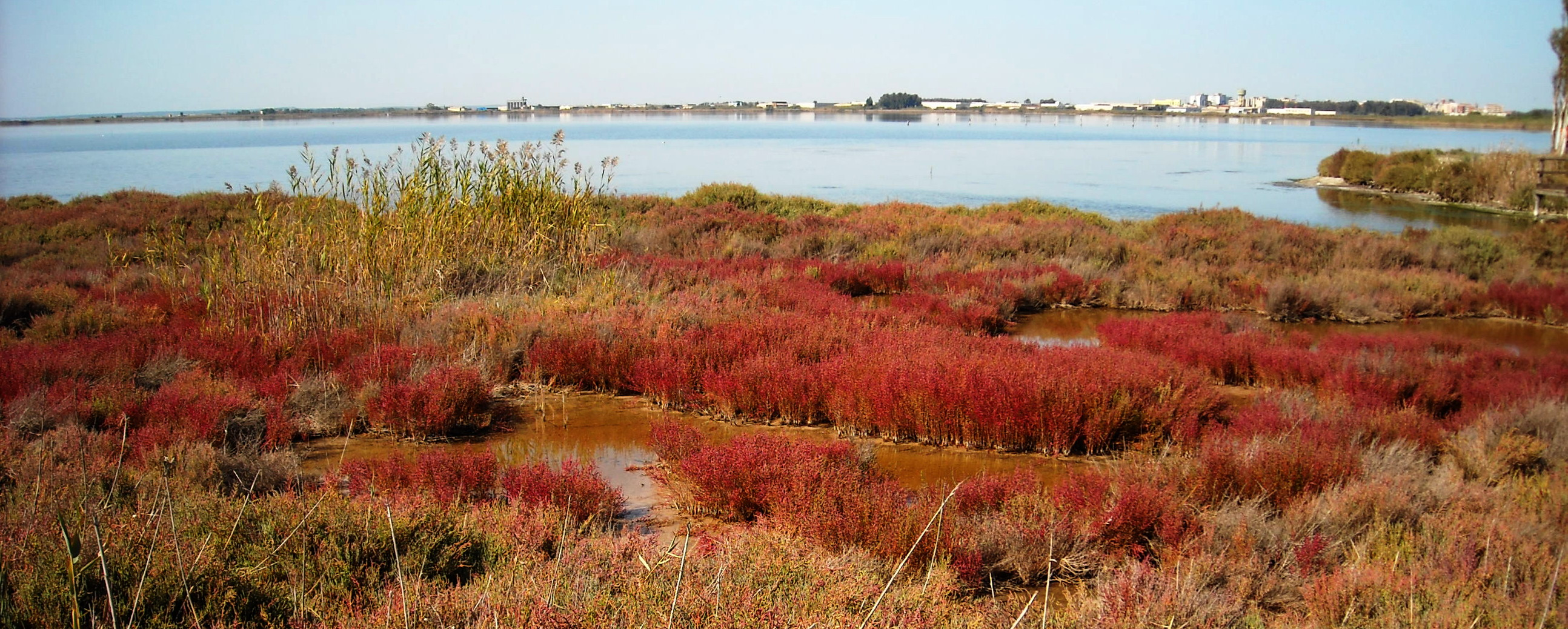
Stagno

- Foresta di Acquafrida

## Società

### Evoluzione demografica
Abitanti censiti

### Etnie e minoranze straniere
Al 31 dicembre 2022 la popolazione straniera era di 69 abitanti, pari all'1,28% della popolazione.

### Lingue e dialetti
La variante del sardo parlata a Santa Giusta è il campidanese oristanese.

## Amministrazione

### Elenco dei sindaci dal 1866
Elezione con voto riservato a coloro che pagavano le tasse.
- Garau Antonio (1866-1871)
- Maxia Francesco (1871-1875)
- Figus Giovanni (1875-1878)
- Contini Buschettu Giovanni (1878-1881)
- Pinna Agostino (1881-1882)
- Tolu Giovannino (1883-1883)
- Figus Giovanni (1890-1891)
- Figus Giuseppe (1892-1895)
- Figus Giovanni (1896-1897)
- Corrias Eugenio (1897-1914)
- Matta Giovanni (1914-1917)

Elezione a suffragio universale maschile
- Puddu Gavino (1917-1920)
- Scano Vincenzo (1921-1921)
- Piras Salvatore (1922-1927)

Frazione di Oristano 1927-1947
Elezione a suffragio universale maschile e femminile.
- Figus Beniamino (1947-1952)
- Carrus Vincenzo (1952-1956)
- Melis Salvatore (1956-1958)
- Cadoni Pietro (1958-1959)
- Puddu Peppino (1959-1960)
- Garau Daniele (1960-1964)
- Carrus Vincenzo (1964-1970)
- Figus Delio (1970-1975)
- Cannas Bernardino (1975-1980)
- Garau Luigi (1980-1990)
- Melis Tino (1990-2005)
- Figus Antonello (2005-2010)
- Pinna Angelo (2010-2015)
- Figus Antonello (2015-2020)
- Casu Andrea (2020- in carica)

### Gemellaggi
Santa Giusta è gemellata con:
- Huanchaco
- Puno